# 動く特異点
微分方程式の初期値問題の解に現れる特異点の位置が初期値に依存する場合、この特異点を動く特異点（英: movable singularity point）という。
特異点の種類により 動く極、 動く真性特異点、動く分岐点などというように使う。
一般に微分方程式の解は、積分定数という初期値に依存する定数を含むため特異点の位置が初期値に依存する場合がある。

## 例
{\displaystyle {\frac {dy}{dx}}=-y^{2}}
の解、
{\displaystyle y(x)={\frac {1}{x+c}}}
は、 {\displaystyle x=-c} において極を持つがこれは初期値に依存するため動く極である。